# シャンゼリゼ通り (ツール・ド・フランス)

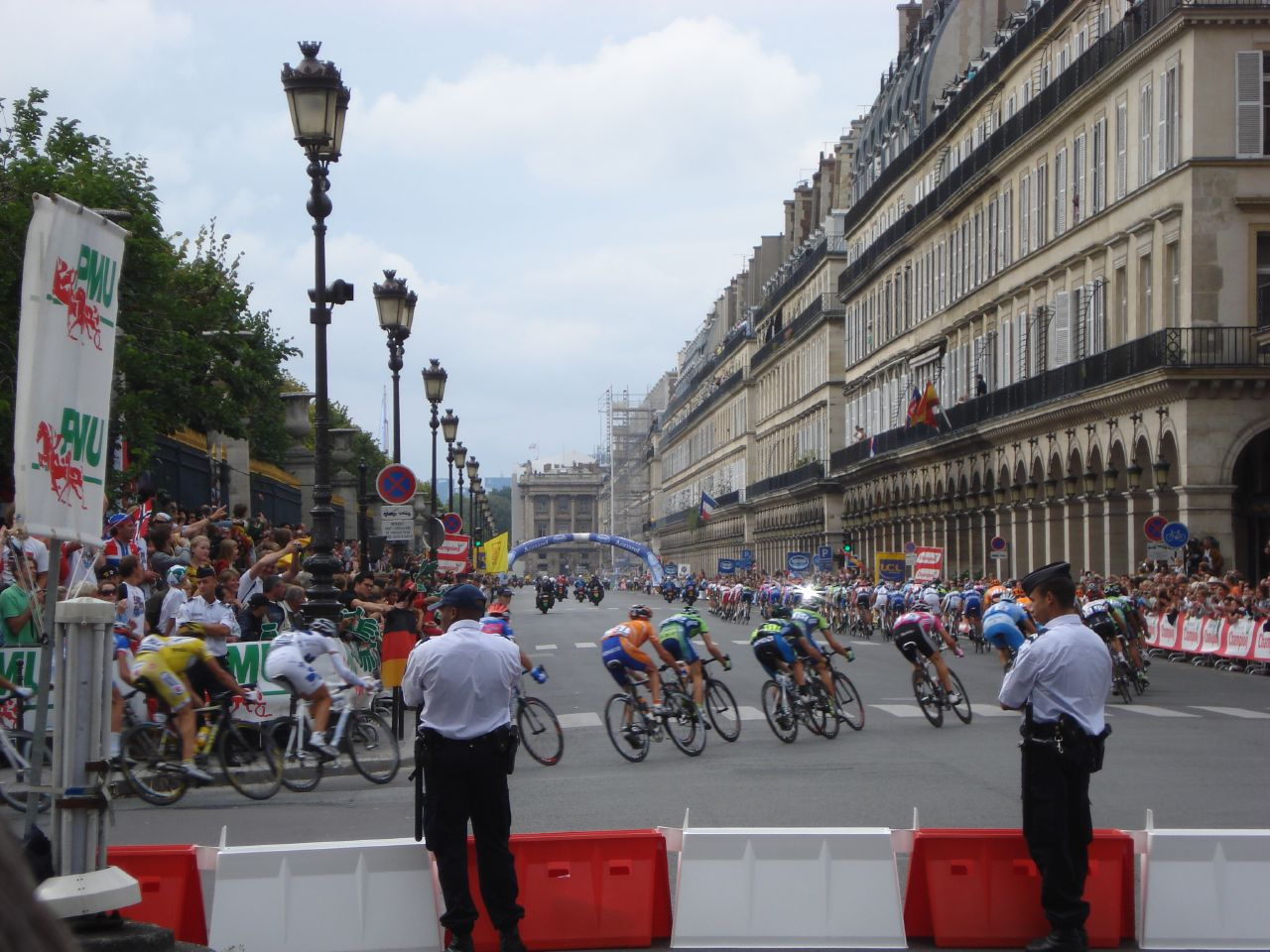
2007年のツール・ド・フランス、最終ステージ。テュイルリー庭園下のトンネルを抜け、ジャンヌ・ダルクの黄金像があるピラミッド広場からコンコルド広場方面に向かう。

ツール・ド・フランス（Tour de France）におけるシャンゼリゼ通り（L'Avenue des Champs-Élysées）は、1975年以降ゴール地点となっている。

## 歴史
ツール・ド・フランスでは、1903年の第1回より、パリ市内をゴール地点としてきた。1903年は西部にあるヴィル＝ダヴレー。1904年から1967年までは、当時自転車競技場だったパルク・デ・プランス。1968年から1974年までは、一般的にはジャック・アンクティル自転車競技場と呼ばれる、ヴェロドローム・ド・ヴァンセンヌ（1900年開催のパリオリンピックの開会式会場）をゴール地点としてきた。
そして1975年、スプリンターたちの妙技を沸き立たせる意味合いから、ゴール地点をシャンゼリゼ通りと改め、今日に至っている。但し、1989年だけは個人タイムトライアルが行われた。
三大グランツールの中で最終ゴールを「シャンゼリゼ通り」と明確に定めているのは2023年現在ツール・ド・フランスのみである。ジロ・デ・イタリアはミラノ、ブエルタ・ア・エスパーニャはマドリー・シベーレス広場を最終ゴールにするのが通例ではあるが、年によっては別の都市(例えばジロならローマ、ブレシア、トリエステなど、ブエルタならサンティアゴ・デ・コンポステーラ)を最終ゴールに設定することがある。しかしツールだけは1975年以降シャンゼリゼ通りが不動の終点であり、そのために最終日前日のステージ終了後に選手・スタッフ・関係者は最終ステージスタート地点のパリ近郊の街まで長距離の移動を強いられる場合が多い。フランス南東部プロヴァンスのモン・ヴァントゥから移動した年もあった。
2024年大会は2024年パリオリンピック大会が開催されるため、最終ステージはモナコ～ニース間の個人タイムトライアルで実施された。
2025年大会はシャンゼリゼのゴール50周年を記念し、通常の周回を3周行った後、モンマルトルをまで周回する1周16.8kmの周回3周でゴールとなるコースとなった。

## 概要
シャンゼリゼ通りをゴールとするツール・ド・フランスの最終ステージは、通常パリ郊外の町からスタートする。ただしパリ市内に入るまでは通常のレースよりもかなりゆっくり走る。これは、これまでの3週間を走りきった選手たちがお互いをたたえあう意味合いが込められており、選手たちはリラックスしてゆったりと走るのが慣例となっている。しかしこれがパリ市内に近づくと一変する。パリ市内に近づくにつれ集団のペースは徐々に上がり、シャンゼリゼ通りとテュイルリー宮殿を往復する反時計回りの周回コースに入ると集団は平均50km/hのハイペース（通常のレースでは平均40km/hほど）で疾走する。周回コースはほぼ平坦であり、逃げのアタックをかけてもそれが決まることはまずなく、たちまち集団に飲み込まれてしまう。選手たちはコンコルド広場、凱旋門などを見ながら周回をこなしていく。
平坦コースゆえに最後は集団でのゴールスプリントとなる場合がほとんどである。スプリントを得意とする選手にとってシャンゼリゼでの勝利は生涯記録の極めて大きなステータスとなるため、彼らは全力で勝利を捥ぎ取りに行く。最後の400mの直線では迫力のスプリント勝負が繰り広げられる。スプリンターたちの後方でフィニッシュラインを越える選手たちを含め、彼らはツール・ド・フランス完走の名誉を得ることになり、マイヨ・ジョーヌ(個人総合優勝)などの各賞が確定する。
シャンゼリゼ周回コースは2012年大会まで、凱旋門の手前に折り返し点がある1周6.5kmの周回コースを8周（計52km）するのが通例だったが、ツール開催100回目となる2013年大会では、凱旋門をまるごと回るコースが採用され、1周6.8kmを10周（計68km）した。2014年以降は8周に戻されたものの、凱旋門を回る6.8kmのコースは継続されている。
またこのステージのタイム計測には特別ルールがあり、シャンゼリゼ入場時に雨などで路面が危険な状態にある場合、1周目最初のゴールライン通過時間をもってこのステージのタイムとする。ただしレースは規定周回まで続行され、ステージ順位は通常通り決める。

## 出来事
過去にシャンゼリゼ通りではいくつかの衝撃的シーンが演じられた。
- 1979年、前ステージまで総合首位のベルナール・イノーに対し、3分07秒差の総合2位につけていたヨープ・ズートメルクが逆転を期して果敢に挑む展開となり、最後は2人でワンツーフィニッシュしたが、イノーが勝利。（その後、ズートメルクにドーピング違反が発覚し、当該ステージの順位は剥奪された）。

- 1982年、総合2位のズートメルクに6分以上の差をつけて総合優勝争いに決着をつけていたイノーが自らの強さをアピールすべく平坦コースにもかかわらずアタックを仕掛け、最後のゴールスプリントにも勝利し総合優勝に花を添えた。

- 2017年現在、唯一個人タイムトライアルが行われた1989年、前ステージまで総合首位の、ローラン・フィニョンに対して50秒差の2位だったグレッグ・レモンが当ステージでフィニョンに58秒の差をつけ、最終的に8秒差（2017年現在においても、ツール・ド・フランス史上最小総合タイム差）ながらも2度目の総合優勝を果たした。

- 1991年、ジャモリディネ・アブドヤパロフが、大集団のスプリント勝負に突入した、ゴールまで残りあと約100m付近において、広告用モニュメントに激突して転倒。これに他選手も多数乗り上げて転倒を余儀なくされたという、大量落車レースとなってしまった。

- 2001年、マイヨ・ヴェールを着用していたスチュアート・オグレディに対し、エリック・ツァベルが最後の最後で逆転して、6年連続のポイント賞を獲得。

- 2003年、バーデン・クックがボーナスポイントを利して最後の最後でロビー・マキュアンを逆転してポイント賞を獲得。

- 2005年、アレクサンドル・ヴィノクロフがラスト1周で抜け出すと、そのままスプリント勢の追撃を押さえ逃げ切り勝ちした。

- 2009年、全体2度目のチャレンジでアタックを成功させた別府史之が、そのまま最終周回まで逃げを決め、最後の最後で飲み込まれたものの敢闘賞を受賞した。

- 2010年、マーク・カヴェンディッシュが初のシャンゼリゼ連勝を達成。以降2012年まで4連覇した。

- 2013年、薄暮のゴールスプリントでマルセル・キッテルがマーク・カヴェンディッシュ(3着)の5連覇を阻止した(2着はアンドレ・グライペル)。

- 2016年、アンドレ・グライペルが2連勝を達成。2013年から数えてドイツ人4連勝となった(2013,2014年はマルセル・キッテル)。

- 2025年、前述の通りモンマルトル経由となった最終周回は、モンマルトル頂上でアタックしたワウト・ファン・アールトが、そのまま19秒差をつけて逃げ切り優勝。20年ぶりにゴールスプリント勝負とならなかった。

## シャンゼリゼ通り・最終ステージ歴代勝利者
| 年   | 選手                           | 国籍           |
| ---- | ------------------------------ | -------------- |
| 2025 | ワウト・ファン・アールト       | ベルギー       |
| 2023 | ヨルディ・メーウス             | ベルギー       |
| 2022 | ヤスパー・フィリプセン         | ベルギー       |
| 2021 | ワウト・ファン・アールト       | ベルギー       |
| 2020 | サム・ベネット                 | アイルランド   |
| 2019 | カレブ・ユアン                 | オーストラリア |
| 2018 | アレクサンダー・クリストフ     | ノルウェー     |
| 2017 | ディラン・フルーネヴェーヘン   | オランダ       |
| 2016 | アンドレ・グライペル           | ドイツ         |
| 2015 | アンドレ・グライペル           | ドイツ         |
| 2014 | マルセル・キッテル             | ドイツ         |
| 2013 | マルセル・キッテル             | ドイツ         |
| 2012 | マーク・カヴェンディッシュ     | イギリス       |
| 2011 | マーク・カヴェンディッシュ     | イギリス       |
| 2010 | マーク・カヴェンディッシュ     | イギリス       |
| 2009 | マーク・カヴェンディッシュ     | イギリス       |
| 2008 | ヘルト・ステーフマンス         | ベルギー       |
| 2007 | ダニエーレ・ベンナーティ       | イタリア       |
| 2006 | トル・フースホフト             | ノルウェー     |
| 2005 | アレクサンドル・ヴィノクロフ   | カザフスタン   |
| 2004 | トム・ボーネン                 | ベルギー       |
| 2003 | ジャンパトリック・ナゾン       | フランス       |
| 2002 | ロビー・マキュアン             | オーストラリア |
| 2001 | ヤン・スヴォラダ               | チェコ         |
| 2000 | ステファノ・ツァニーニ         | イタリア       |
| 1999 | ロビー・マキュアン             | オーストラリア |
| 1998 | トム・ステールス               | ベルギー       |
| 1997 | ニコラ・ミナリ                 | イタリア       |
| 1996 | ファビオ・バルダート           | イタリア       |
| 1995 | ジャモリディネ・アブドヤパロフ | ウズベキスタン |
| 1994 | エディ・セニュール             | フランス       |
| 1993 | ジャモリディネ・アブドヤパロフ | ウズベキスタン |
| 1992 | オラフ・ルードヴィッヒ         | ドイツ         |
| 1991 | ディミトリ・コニシェフ         | ロシア         |
| 1990 | ヨハン・ムセウ                 | ベルギー       |
| 1989 | グレッグ・レモン               | アメリカ合衆国 |
| 1988 | ジャンポール・ファンポッペル   | オランダ       |
| 1987 | ジェフ・ピアス                 | アメリカ合衆国 |
| 1986 | ギド・ボンテンピ               | イタリア       |
| 1985 | ルディ・マタイス               | ベルギー       |
| 1984 | エリック・ファンデラールデン   | ベルギー       |
| 1983 | ジルベール・グラウス           | スイス         |
| 1982 | ベルナール・イノー             | フランス       |
| 1981 | フレディ・マルテンス           | ベルギー       |
| 1980 | ポル・フェルスヒュエーレ       | ベルギー       |
| 1979 | ベルナール・イノー             | フランス       |
| 1978 | ヘリー・クネットマン           | オランダ       |
| 1977 | アラン・メレ                   | フランス       |
| 1976 | ヘルベン・カルステンス         | オランダ       |
| 1975 | ワルテール・ホデフロート       | ベルギー       |